# ポエ (植物)
ポエ（アベイ語: poé）は、ストロンボシア科（広義のオラクス科を構成する科の一つ）ストロンボシア属の高木の一種である。アフリカのギニア・コンゴ林全体に見られる。

## 分布
リベリア、ナイジェリア、カメルーン、中央アフリカ共和国、コンゴ民主共和国、コンゴ共和国、ガボン、アンゴラのカビンダ州に分布する。変種 lucida はギニアビサウ、ギニア、シエラレオネ、リベリア、コートジボワール、ガーナ、コンゴ共和国、コンゴ民主共和国に見られる。

## 生態
コンゴ民主共和国北東部のイトゥリの森（英: Ituri (Rain)forest）ではマメ科のリンバリ（スワヒリ語: limbali; 学名: Gilbertiodendron dewevrei）やイルウィンギア科のエベウス（ガボンのファン語: eveuss; 学名: Klainedoxa gabonensis）などと共に炭素を蓄積する働きのある地上部バイオマスを形成する樹種の一つとなっている。

## 特徴
通直で円柱形、径1メートルの高木で枝下短く、縦溝が見られる。
単葉が互生し、中形である。花は白色である。
種子の仁は15-18パーセントの油分を含むが、赤褐色で不快な臭いがする。

## 利用
ポエは自生地で薬用とされたり木材の供給源とされたりはしているものの伐採されると弱く、また生長の遅さの遅さもあるため、より大規模な商業的利用は望めないものと目されている。

### 薬用
コートジボワールのゲレ族（Guéré）はしゃっくりを治す際に葉の汁を飲んできた。

### 木材
また、材も重構造や床に用いられる。ガボンでは小規模な家屋の柱に用いられる。全体的に淡紫褐色で濃色の縞が見られ、気乾比重は0.90である。

## 諸言語における呼称

### 西アフリカ
コートジボワール:
- アチェ語（Attié）: poué[5]
- アベイ語（Abé）: poé[5]
- エブリエ語（Ebrié）: aguélé、agoubê[5]
- クルメン語（Tepo Krumen; 別名: Kru）: heilé[5]
- グロ語（Guro）: vouébouri-iri[5]
- ゲレ語（Guéré）: souin[5]
- ベテ語（Bété）: khô[5]
- ボヌア（Bonoua）: fognan、aflangabouhé、okouo[5]

コートジボワールおよびガーナ:
- アニ語: efenya[8]、effénian[5]
- ンゼマ語（Nzema; 別名: Apollonien）: feranga[8]、féranga[5]

ガーナ:
- アカン語: ɔmenam;〔アサンテ方言〕afena[8]
- 言語名不明: afina[2]

ナイジェリア:
- ヨルバ語: itako[9]

### 中部アフリカ
ガボン:
- ヴング語（Vungu; 別名: Vumbu）およびプヌ語（Punu）: musèbi、mutsèbi[7]
- ファン語: énzip[7]